# Chapelle Saint-Pierre de Roquebrune-sur-Argens
La chapelle Saint-Pierre est une chapelle catholique située à Roquebrune-sur-Argens, en France.

## Localisation
La chapelle est située dans le département français du Var, à Roquebrune-sur-Argens. Elle se trouve à l'extérieur du village, à la sortie sud, le long de la route menant à Saint-Aygulf et aux Issambres. La paroisse dépend du diocèse de Fréjus-Toulon, doyenné de Fréjus.

## Historique
Cette chapelle est l'un des plus anciens monuments religieux de la commune et de la région. Elle date du XIe siècle selon les Monuments historiques. Programmée à la destruction en 1789, puis en 1923, elle fut toutefois conservée pour plusieurs usages : bergerie, dépôt d'armes durant la guerre 1939-1945, et pressentie un temps pour être caserne de pompiers. 
L'édifice est inscrit au titre des monuments historiques par arrêté du 24 février 1926.

## Festivités
Bénédiction d'animaux de la Saint-Pons.